# Göran Ohlin
Per Göran Ohlin, född 28 december 1925 i Gråmanstorps församling i dåvarande Kristianstads län, död 28 juni 1996 i Stockholm, var en svensk diplomat och professor i nationalekonomi.

## Biografi
Göran Ohlin var son till direktören Holger Ohlin och Ba, ogift Backer. Efter akademiska studier blev han filosofie kandidat vid Stockholms högskola 1948, Phil Doktor vid Harvard University 1956. Han var amanuens vid Konjunkturinstitutet 1948–1949, assisterande professor vid Stanford University 1956–1959, assoc professor vid Columbia University 1959–1962, gästprofessor vid Yale University 1961, Institutet för internationell ekonomi i Stockholm 1962–1963, tjänstgöring för OECD Development Centre i Paris 1964–1966.
Han var chef för ekonomisk-politiska avdelningen vid Sveriges industriförbund 1966–1969, tjänstgöring Pearsonkommissionen i Washington, D.C. 1969, professor i nationalekonomi vid Uppsala universitet från 1969, generalsekreterare vid Brandtkommissionen i Genève 1978–1979, biträdande generalsekreterare för FN 1985–1992. Han gav ut böcker om nationalekonomi och ekonomisk historia. Åren 1972-1976 var Ohlin inspektor för Stockholms nation i Uppsala.
Han var först gift med Ruth Ohlin och sedan han blivit änkling gifte han 1966 om sig med Anita Lagercrantz-Ohlin. I första äktenskapet blev han far till en son, Jan Ohlin (född 1957) och en dotter, regissören Lisa Ohlin (född 1960).